# Bouwopzichter
Een opzichter in de bouw vertegenwoordigt de opdrachtgever op de bouwplaats.
Hij controleert en beoordeelt of er wordt voldaan aan het totale wensenpakket van de opdrachtgever. Hij rapporteert zijn bevindingen aan de directievoerder of de projectleider. 

## Taken
- het houden van toezicht op de kwaliteit van de uitvoering;
- het voeren van de complete bouwadministratie;
- het controleren van werktekeningen aan de hand van het bestek en bestektekeningen;
- het bewaken van de benodigde informatie, zoals tekeningenproductie, bemonstering en
- keurmerken; de keuring van bouwstoffen en onderdelen op de bouwplaats of de fabriek;
- het signaleren van afwijkingen en meer- en minderwerken;
- het voeren van besprekingen met o.a. aannemers, onderaannemers, bouw- en woningtoezicht en nutsbedrijven;
- het geven van leiding aan assistenten;
- het verzamelen van gegevens voor revisietekeningen
- het verzorgen van de eindoplevering.